# Рябушин, Александр Васильевич
Александр Васильевич Ря́бушин (1931 — 2012) — советский и российский архитектуровед, архитектурный критик, доктор архитектуры, профессор, академик РААСН, академик МААМ, заслуженный архитектор РФ, директор НИИТИАГ.

## Биография
Александр Рябушин родился в 1931 году.
С 1955 по 1957 год работал архитектором в институте «Торстройпроект». В 1961 году начал работу в НИИ теории, истории архитектуры и строительной техники в должности научного сотрудника.
В 1962 году защитил кандидатскую диссертацию на тему «Вопросы формирования новых типов жилищ в связи с развитием коммунистического быта».
Продолжал работать в НИИТИАГ до последних дней жизни, занимая должности заместителя директора, директора, главного научного сотрудника.
В 1965—1974 годах трудился во ВНИИ технической эстетики.
В 1976 году защитил докторскую диссертацию на тему «Закономерности и тенденции развития предметно-пространственной среды жилища».
С 1977 и до 1998 года преподавал в МАрхИ, с 1980 года являясь профессором кафедры советской архитектуры, с 1986 года переименованной в кафедру советской и современной зарубежной архитектуры.
Основным направлением научной деятельности Александра Рябушина были история и теория зарубежной и отечественной архитектуры XX века.
Ушёл из жизни в 2012 году.